# Devetașko plato (sit SPA)
Devetașko plato este o arie protejată (arie de protecție specială avifaunistică — SPA) din Bulgaria întinsă pe o suprafață de 7.894,78 ha, integral pe uscat.

## Localizare
Centrul sitului Devetașko plato este situat la coordonatele 43°12′58″N 24°56′47″E / 43.216111°N 24.946389°E.

## Înființare
Situl Devetașko plato a fost declarat arie de protecție specială avifaunistică în martie 2007 pentru a proteja 25 de specii de animale.

## Biodiversitate
Situată în ecoregiunea continentală, aria protejată nu include niciun habitat protejat.
La baza desemnării sitului se află mai multe specii protejate de  păsări (25): pescăruș albastru (Alcedo atthis), acvilă țipătoare mică (Aquila pomarina), buha (Bubo bubo), șorecarul comun (Buteo buteo), șorecar mare (Buteo rufinus), ciocârlie-cu-degete-scurte (Calandrella brachydactyla), caprimulg (Caprimulgus europaeus), barză albă (Ciconia ciconia), barză neagră (Ciconia nigra), șerpar (Circaetus gallicus), cristeiul de câmp (Crex crex), ciocănitoarea de stejar (Dendrocopos medius), ciocănitoare de grădină (Dendrocopos syriacus), presură de grădină (Emberiza hortulana), șoim dunărean (Falco cherrug), șoimul rândunelelor (Falco subbuteo), găinușă de baltă (Gallinula chloropus), sfrâncioc roșiatic (Lanius collurio), sfrânciocul cu frunte neagră (Lanius minor), ciocârlie de pădure (Lullula arborea), prigoare (Merops apiaster), viespar (Pernis apivorus), ciocănitoare verzuie (Picus canus), lăstun de mal (Riparia riparia), silvie porumbacă (Sylvia nisoria)
Pe lângă speciile protejate, pe teritoriul sitului au mai fost identificate 20 de specii de păsări.